# 松本大卒
松本 大卒（まつもと だいそつ、1979年5月21日 - ）は、日本の俳優。本名：松本 大輔（まつもと だいすけ）。山口県下関市出身。血液型はA型。劇団チャリT企画所属。

## 人物・略歴
実家は、生蕎麦の『大国屋』という蕎麦屋。山口県立豊浦高等学校卒業。高校時代から演劇部に所属し、1998年に上京してフリーターのまま早稲田大学演劇研究会に所属。同期には波岡一喜や及川拓郎がいる。早稲田大学演劇研究会にて結成された劇団チャリT企画の旗揚げに参加。このとき、高卒なのに大卒という芸名をつけられる。第1回公演から中心俳優として活動する。

## 主な出演

### テレビドラマ
- 『派遣のオスカル〜少女漫画に愛をこめて』1,3,6話（2009年 NHK） - 暁生の取りまき社員／農民 役
- 『こちら葛飾区亀有公園前派出所』1話（2009年8月1日 TBS） - DTBSのスタッフ 役
- 『警視庁失踪人捜査課』CASE1（2010年ABC） - マジックバー従業員役

### 映画
- 『龍の牙-DRAGON FANG-』（2008年）

### 舞台
- 1999年
  - 『ゲバゲバ99』 （チャリT企画）
  - 『足立区』 （チャリT企画）

- 2000年
  - 『イトウ意外二胃ガ痛イ』 （チャリT企画）
  - 『ブタ女の断末魔の叫び声はキャーと出るかブーと出るか』 （チャリT企画）

- 2001年
  - 『スマイルスマイル』 （チャリT企画）
  - 『泣けるか笑えるかする』 （チャリT企画）

- 2002年
  - 『足立区ver.2.1.5』 （チャリT企画）
  - 『携帯電話ハ繋ガリャ良イ』 （チャリT企画）

- 2003年
  - 『ハンコメ〜オマエガアレルゲン〜』 （チャリT企画）
  - 『ブタ女の断末魔の叫び声はキャーと出るかブーと出るか!?』 （チャリT企画）

- 2004年
  - 『ドウニモタマラナイ』 （チャリT企画）
  - 『7.10（ナットウ）』 （チャリT企画）
  - 『ハロルド劇研スペシャル』 （チャリT企画）
  - 『ジョージは思いつきでモノを言う』 （チャリT企画）

- 2005年
  - 『足立区ver.3.5.1』 （チャリT企画、こまばアゴラ劇場）
  - 『猫も杓子も戦後60周年スペシャル』 （笹塚Duo STAGE BBs）
  - 『インプロヴィゼーショナルシアター DEAD POETS SOCIETY』 （下北沢駅前劇場）
  - 『君はヲロチ』（新宿THEATER TOPS）

- 2006年
  - 『ハンニチでコンニチハ！』 （チャリT企画、王子小劇場）
  - 『アベベのベ』 （チャリT企画、王子小劇場）
  - 『オキュパイ -シアターサンモールを占拠せよ-』 （サンモールスタジオ）
  - 『インプロヴィゼーショナルシアターGO WEST！』 （下北沢駅前劇場）

- 2007年
  - 『アメリカをやっつける話』 (チャリT企画、王子小劇場)
  - 『ときめき都内』 (チャリT企画、下北沢OFFOFFシアター)
  - 『北海道へ行こう！』 (チャリT企画、明石スタジオ)

- 2008年
  - 『あなたの部品』 （チャリT企画、下北沢 劇 小劇場）
  - 『最北端の姉妹』 (チャリT企画、下北沢OFFOFFシアター)
  - 『ネズミ狩り』 （チャリT企画、王子小劇場）

- 2009年
  - 『落語の一歩』　(山本プロデュースJAPAN、＠阿佐ヶ谷アートスペースプロット)
  - 『プレイバック Part3』　(チャリT企画・第20回記念公演、王子小劇場)